# Marko Milinković
Marko Milinković (srbskou cyrilicí Mapкo Mилинковић; * 16. duben 1988, Bělehrad) je srbský fotbalový záložník vlastnící také slovenské občanství, od léta 2016 hráč klubu Gençlerbirliği SK. Mimo Srbsko působil na klubové úrovni na Slovensku a v Turecku. Na svém kontě má jeden start v srbském národním týmu (v roce 2009).

## Klubová kariéra
Svou fotbalovou kariéru začal v FK Borac Čačak. V létě 2007 zamířil ve svých 19 letech do východoslovenského klubu MFK Košice, který se stal jeho prvním zahraničním angažmá.

### ŠK Slovan Bratislava
V zimním přestupovém období ročníku 2010/11 (v únoru 2011) přestoupil do týmu rivala Slovanu Bratislava, se kterým na jaře 2011 vybojoval titul v lize. V sezóně 2012/13 získal se Slovanem Bratislava „double“, tzn. ligový titul a triumf v domácím poháru. V sezóně 2013/14 ligový titul se Slovanem obhájil. 5. července 2014 zařídil vítězným gólem výhru 1:0 nad MFK Košice ve slovenském Superpoháru.
V červenci 2014 se stal pro svůj klub hrdinou 2. předkola Ligy mistrů UEFA v dvojutkání proti velšskému klubu The New Saints FC (výhry Slovanu 1:0 doma a 2:0 venku). Milinković vstřelil oba góly svého týmu v odvetě, Slovan postoupil do 3. předkola. Postup do základní skupiny Ligy mistrů nevyšel, avšak se Slovanem se probojoval do základní skupiny I Evropské ligy 2014/15, kde číhali soupeři SSC Neapol (Itálie), AC Sparta Praha (Česko) a Young Boys Bern (Švýcarsko). V zimní přestávce sezóny 2014/15 ve Slovanu skončil. V březnu 2015 se však dohodl ve Slovanu Bratislava na nové smlouvě do června 2018.

### Gençlerbirliği SK
V létě 2016 odešel do tureckého klubu Gençlerbirliği SK.

## Reprezentační kariéra
Milinković nastupoval v srbském mládežnickém reprezentačním výběru do 21 let.
V A-mužstvu Srbska debutoval 12. srpna 2009 v přátelském zápase v Pretorii proti domácí Jihoafrické republice, trenér Radomir Antić jej poslal na hřiště v 83. minutě za stavu 3:0 pro balkánské mužstvo. Srbsko nakonec zvítězilo 3:1.